# Verde llano
«Verde llano» es un tema instrumental compuesto por el músico argentino Edelmiro Molinari e interpretado por Almendra en el álbum doble Almendra II de 1970, segundo y último de la banda. El álbum fue calificado por la revista Rolling Stone y la cadena MTV como #40 entre los cien mejores discos de la historia del rock nacional argentino.
Almendra estuvo integrada por Luis Alberto Spinetta (primera voz y guitarra), Edelmiro Molinari (voz, primera guitarra y órgano), Emilio del Guercio (voz, bajo, órgano y piano) y Rodolfo García (voz y batería). En el tema Emilio Molinari realiza el punteo que lleva la melodía durante el tema.

## Contexto
En 1970 el mundo sufría la Guerra Fría. Argentina vivía bajo una dictadura que había disuelto todos los partidos políticos y que buscaba garantizar la alineación de la Argentina con los Estados Unidos en aquella confrontación global. Tres años antes el Che Guevara había sido asesinado mientras organizaba un movimiento guerrillero en Bolivia. En Argentina desde el año anterior habían comenzado a producirse levantamientos populares insurreccionales como el Rosariazo y el Cordobazo, con participación masiva de la juventud, que se había convertido en esos años en un sujeto histórico novedoso. Ese año aparecerían las dos grandes organizaciones guerrilleras que actuaron en el país, Montoneros -de tendencia peronista- y el Ejército Revolucionario del Pueblo (ERP) -de tendencia marxista-.  
Almendra, banda liderada por Luis Alberto Spinetta, apareció en 1969, renovando radicalmente la música popular argentina y latinoamericana, especialmente el rock cantado en español. Junto a Los Gatos -banda precursora- y Manal, Almendra es considerada parte del trío fundador del "rock nacional", como se conoció en Argentina ese movimiento musical, generacional y cultural.
Al finalizar 1969 Almendra publicó un álbum revolucionario sin título, con un dibujo caricaturizado de un extraño hombre en la tapa, conocido luego como Almendra I, que alcanzó un éxito histórico. Prácticamente todos los temas de ese álbum se volvieron clásicos del rock nacional ("Plegaria para un niño dormido", "Ana no duerme", "Fermín", "A estos hombres tristes", "Color humano", "Figuración") y por sobre todos ellos "Muchacha (ojos de papel)", que se convirtió en un hit histórico, mantenido a través de las décadas.
Convertidos en estrellas de rock, Almendra encaró 1970 con el proyecto de preparar una ópera rock. Sin embargo, las presiones de la fama y las diferencias entre los proyectos musicales de sus integrantes, produjeron una crisis interna del grupo que llevó a la sorpresiva separación de la banda en septiembre de 1970.
Ya separados, a fines del año 1970, con material grabado entre julio y octubre, lanzaron Almendra II, un álbum doble completamente diferente de Almendra I, mucho más roquero y psicodélico, influido por el consumo de LSD, que muestra los diferentes enfoques de los miembros de la banda y la necesidad de experimentación que sentían.

## Edelmiro como autor
Edelmiro Molinari ya había grabado con Almendra, en el primer álbum, el tema "Color humano", tema que daría nombre a la banda que Edelmiro lideraría luego de que la disolución de Almendra.
En Almendra II Edelmiro aporta cinco temas: "No tengo idea", "Mestizo", "Aire de amor", "Amor de aire" y "Verde llano".
Admirador de la música afroestadounidense, Edelmiro desarrolló un estilo muy original de combinación del rock y el blues, con mucho componente electrónico centrado en su capacidad para tocar la guitarra eléctrica (calificado por Rolling Stone como el 11º  mejor guitarrista en la historia argentina), con letras basadas en experiencias personales y un modo de cantar propio.

## El tema
El tema es el 17º track del Disco 2 (tercero del Lado B) del álbum doble Almendra II. Se trata de un tema instrumental corto, en ritmo de jazz, con una introducción en la que la melodía está silbada en un tiempo más lento que el resto del tema, donde la melodía la ejecuta el mismo Edelmiro con un punteo de guitarra.
La revista Rolling Stone incluyó el tema en un artículo sobre "Canciones con silbidos" con la siguiente descripción:

Verde llano – Almendra. En Almendra II se encuentra este instrumental que, tras un silbido inicial, muta a un punteo hiper jazzero comandado por el genial Edelmiro Molinari.